# Industry (Teksas)
Industry je grad u američkoj saveznoj državi Teksas. Prema popisu stanovništva iz 2010. u njemu je živjelo 304 stanovnika.